# Micranthocereus purpureus

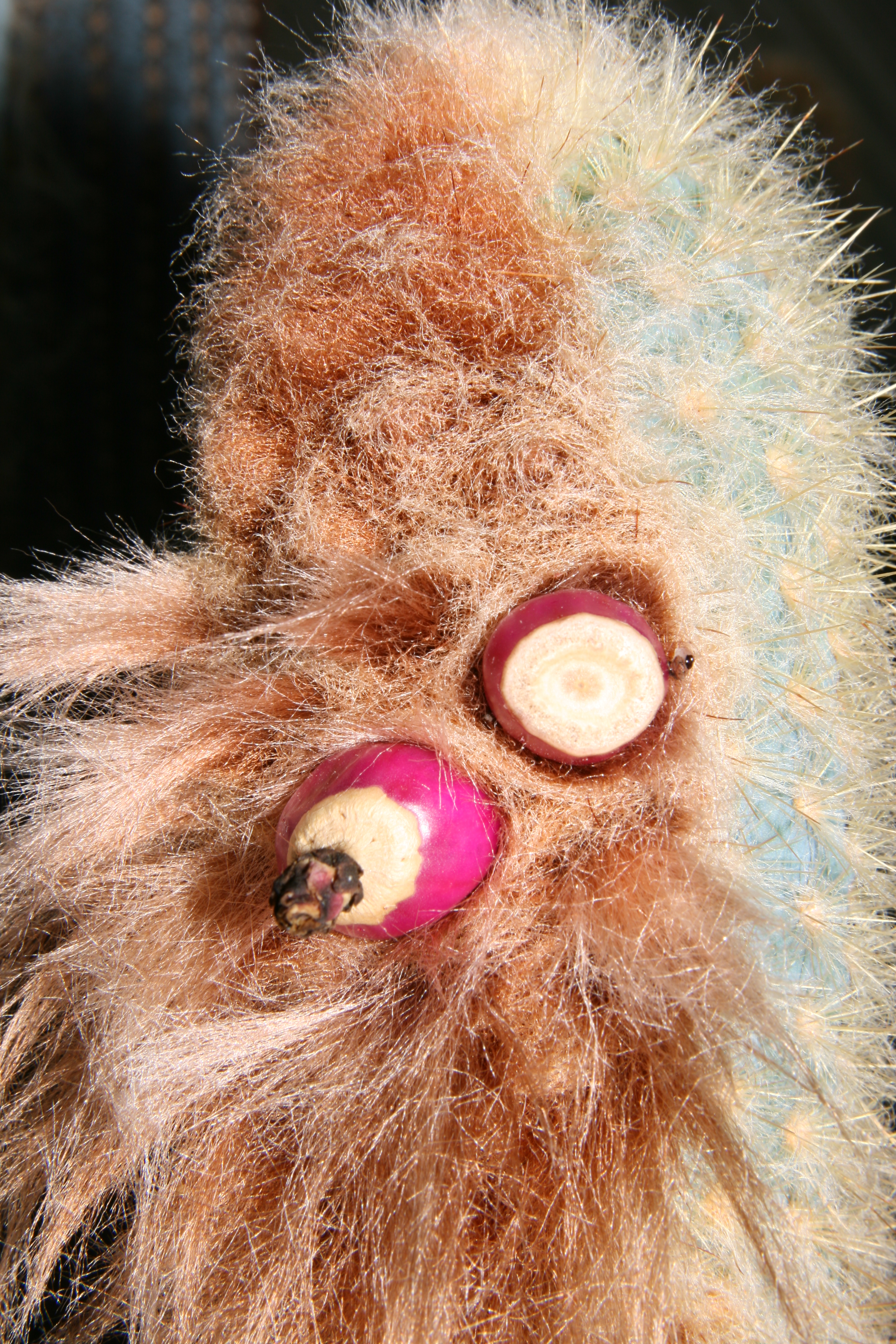
Micranthocereus purpureus mit Früchten

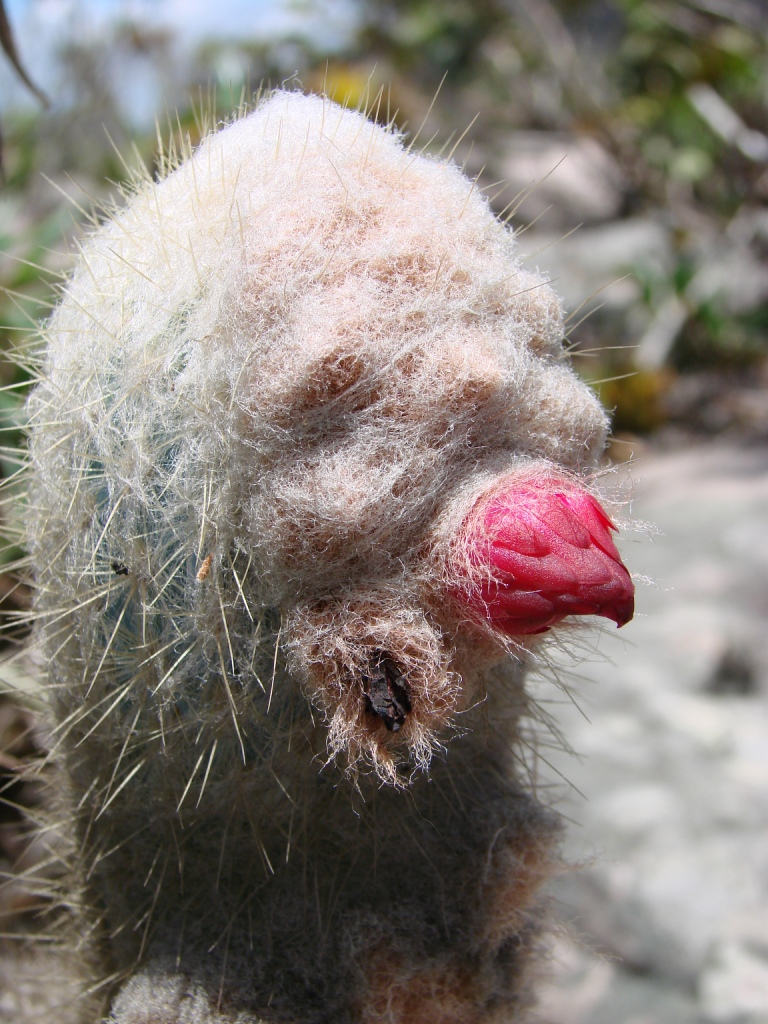
Micranthocereus purpureus im Habitat

Micranthocereus purpureus ist eine Pflanzenart aus der Gattung Micranthocereus in der Familie der Kakteengewächse (Cactaceae). Das Artepitheton purpureus stammt aus dem Lateinischen, bedeutet ‚purpurrot‘ und verweist auf die Blütenfarbe der Art.

## Beschreibung
Micranthocereus purpureus wächst meist nicht verzweigend mit säulenförmigen Trieben und erreicht Wuchshöhen von bis 3 Metern und mehr. Die Triebe weisen einen  Durchmesser von bis 12 Zentimetern auf. Es sind 12 bis 25 niedrige und breite Rippen vorhanden. Die großen, eng beieinanderstehenden Areolen sind mit weißer Wolle besetzt. Die 4 bis 10 braunen Mitteldornen sind bis 5 Zentimeter lang. Die 15 bis 20 nadeligen, weißen Randdornen sind bis 10 Millimeter lang. Das bis 1 Meter lange und 12 Zentimeter breite Cephalium besteht aus gräulich weißer Wolle und rötlich braunen bis schwarzen Borsten, die bis 2 Zentimeter lang sind.
Die Blüten sind rosa bis weiß und 4 bis 5 Zentimeter lang. Die kugel- bis kreiselförmigen, roten Früchte sind bis 2,5 Zentimeter lang.

## Verbreitung, Systematik und Gefährdung
Micranthocereus purpureus ist im brasilianischen Bundesstaat Bahia verbreitet.
Die Erstbeschreibung als Cephalocereus purpureus wurde 1908 von Max Gürke veröffentlicht. Friedrich Ritter stellte die Art 1968 in die Gattung Micranthocereus. Weitere nomenklatorische Synonyme sind Cereus purpureus (Gürke) Luetzelb. (1926) und Austrocephalocereus purpureus (Gürke) Backeb. (1942).
In der Roten Liste gefährdeter Arten der IUCN wird die Art als „Least Concern (LC)“, d. h. als nicht gefährdet geführt.

## Nachweise